# Symsagittifera corsicae
Symsagittifera corsicae är en plattmaskart som beskrevs av Gschwentner, Baric och Rieger 2002. Symsagittifera corsicae ingår i släktet Symsagittifera och familjen Sagittiferidae. Inga underarter finns listade i Catalogue of Life.